# ای شاهد قدسی که کشد بند نقابت
غزلی با مطلع « ای شاهد قدسی، کِه کَشَد بند نقابت »، غزل شمارهٔ ۱۵ از دیوانِ حافظ در تصحیحِ محمد قزوینی و قاسم غنی است.